# Галліккьо
Галліккьо, Ґалліккьо (італ. Gallicchio) — муніципалітет в Італії, у регіоні Базиліката, провінція Потенца.
Галліккьо розташоване на відстані близько 360 км на південний схід від Рима, 50 км на південний схід від Потенци.
Населення — 883 особи (2014).

## Демографія
Населення за роками:

Станом на 1 січня 2023 року в муніципалітеті офіційно проживали 52 іноземці з 15 країн, серед них 7 громадян країн Євросоюзу.

## Сусідні муніципалітети
- Арменто
- Гуардія-Пертікара
- Міссанелло
- Рокканова
- Сан-Кірико-Рапаро
- Сан-Мартіно-д'Агрі